# Marie Weiler

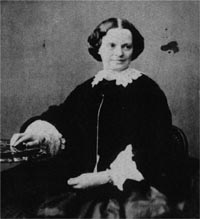
Marie Weiler – zeitgenössisches Porträt

Marie Weiler (* 13. November 1809 in Wien; † 31. Oktober 1864 ebenda) geborene Maria Cäcilia Laucher, war eine österreichische Sängerin und Schauspielerin. Sie war die uneheliche Tochter der Sängerin Cäcilie Laucher, die sich meist Weiler nannte, und des Grafen Ferdinand Stockhammer, der sich laut Taufschein als Vater erklärte. Die Wiener Hofopern-Sängerin Antonia Laucher war Cäcilia Lauchers Schwester. Über 30 Jahre lebte Marie Weiler in einer Lebensgemeinschaft mit dem Bühnenautor und Schauspieler Johann Nestroy und war die Mutter von dreien seiner vier Kinder.

## Herkunft
Marie Weiler stammte mütterlicherseits aus einer Musikerfamilie. Ihr Großvater Joseph Anton Laucher (1737–1813) war nach zeitgenössischen Angaben „Musikdirector, Componist, Chordirektor, Ausgezeichneter Tenorist, Hornvirtuos, Chorregent, Kantor“, zuletzt in Dillingen an der Donau. Seine dort geborenen Töchter, Marie Weilers ledige Mutter Cäcilie Laucher, genannt Laucher, die jüngere, und Antonia Laucher, genannt Laucher, die ältere, waren in der Zeit von Marie Weilers Geburt Sängerinnen in Wien. Ihr Vater war Ferdinand Graf Stockhammer, der in Wien das Amt eines k. k. Kämmerers versah und sich in der Wiener Musikwelt als Mäzen profilierte, so war er Protektor des Wiedner Kirchenmusik-Vereins. Er bekannte sich durch eine eigenhändige Unterschrift auf Marie Weilers Taufschein zu seiner Vaterschaft.

## Lebensgemeinschaft mit Nestroy und künstlerischer Werdegang
Dokumente zu Marie Weilers Mädchenjahren und ihrer Ausbildung zur Sängerin und Schauspielerin wurden bisher nicht bekannt. Erst seit ihrer Lebensgemeinschaft mit Johann Nestroy erlangte sie die Aufmerksamkeit der Zeitgenossen und den Nachruhm in der populären und wissenschaftlichen Literatur. Künstlerisch wurde sie von Nestroy vor allem als Sängerin geschätzt und gefördert. Ihre Rolle als Organisatorin des gemeinsamen Haushalts und der gemeinsamen künstlerischen Erfolge sowie als Nestroys Rückhalt in allen geschäftlichen und finanziellen Dingen, als „die Frau“, wie sie Nestroy nannte, wurde vor allem im Zusammenhang mit Nestroys Vita ausführlich dargestellt.

### Graz
1827 lernte die 18-jährige Marie Weiler, die damals gerade ein Engagement als Sängerin am Ständischen Theater in Graz angetreten hatte, dort den 26-jährigen Johann Nestroy kennen. Im selben Jahr war dieser von seiner Ehefrau Wilhelmine Nespiesni, die er am 7. September 1823 geheiratet hatte, wegen ihres Liebesverhältnisses mit dem Grafen Adelbert Batthyány von Német-Ujvar verlassen worden. Der dreijährige Sohn Gustav Johann Wilhelm (1824–69), blieb bei Nestroy, der den Kontakt mit der Mutter abbrach. Auf Grund des damaligen österreichischen Eherechtes konnte sich Nestroy als Katholik nicht scheiden lassen. Daher konnte aus der beginnenden Beziehung Marie Weilers zu Nestroy nur eine Gewissensehe werden.
Marie Weilers erster Bühnenauftritt in Graz war zusammen mit Nestroy am 11. Jänner 1828 als Nanette in Gioachino Rossinis Opera semiseria La gazza ladra (deutsch Die diebische Elster).
In der Grazer Zeitung Der Aufmerksame war am 19. Jänner (Nr. 9) zu lesen:
„Dlle. Weiler hat eine angenehme Gestalt für die Bühne, eine feine Stimme und eine richtige Intonation. […] Dlle. Weiler hat sich durch ihr erstes Auftreten dem Publikum und der Kunstwelt vortheilhaft empfohlen.“
Die Wiener Tageszeitung vom 19. April schrieb:
„[…] eine wahre Zierde dieses Theaters […] alle Vorzüge einer gebildeten Schauspielerin und Sängerin in sich vereint und zugleich eine jugendliche, angenehme Gestalt besitzt.“
1870 schrieb der Bühnen-Autor und Schauspieler Friedrich Kaiser in seiner Autobiographie rückblickend über Marie Weiler, von der er sich während seiner Karriere des Öfteren abhängig sah:
„[…] Fräulein Weiler war selbst in ihren jungen Jahren eher eine abschreckende als anziehende Bühnen-Erscheinung, sie besaß zwar eine ganz hüsche Gesangsstimme, aber ein höchst mittelmäßiges Darstellungstalent.“

### Lemberg
Als Nestroy 1829 ein Engagement in Preßburg bekam, konnte Marie Weiler nicht sofort mitkommen, da ihr Grazer Kontrakt noch bis 1831 lief. In diesem Jahr übersiedelten die beiden dann an das Theater von Lemberg im damals österreichischen Galizien, von wo sie allerdings bald wegen der dort ausbrechenden Cholera nach Wien fliehen mussten.

### Wien
Bei den nun folgenden Verhandlungen mit dem Wiener Theaterdirektor Carl Carl, dem Chef des Josephstädter Theaters und des Theaters an der Wien, waren Marie Weiler und Nestroy geschickt und hartnäckig verhandelnde Gegenspieler Carls. Dieser wollte die von Nestroy geforderten 1200 Gulden Jahresgage nicht bezahlen. Marie Weiler und Nestroy lehnten einvernehmlich jede Verminderung ab. Als das Paar schließlich drohte, ein Engagement mit der Hofoper oder dem Theater am Kärntnertor abzuschließen, gab Carl nach und akzeptierte am 23. August 1831 einen mehrjährigen Vertrag mit Marie Weiler und Nestroy zu deren Bedingungen.
Wie sehr Nestroy an Marie Weilers beruflichem Renommee interessiert war, zeigt ein Brief vom 9. Juli 1832, in dem er Adolf Bäuerle, den Herausgeber der Wiener Theaterzeitung nach einer Aufführung von Nagerl und Handschuh um eine positive Kritik bat. Darin betonte er:
„[…], daß Dlle Weiler ihre schwierige Arie im 2ten Acte mit voller Reinheit und Sicherheit vortrug, und so wie immer in ihren Gesangsnummern vom Publicum mit lautem Beyfall belohnt wurde.“
Grund für diese Bitte war eine für Marie Weiler ungünstige Kritik über ihre Mitwirkung bei der Posse Die schwarze Frau von Karl Meisl. Bäuerle erfüllte Nestroys Wunsch und übernahm den Satz wörtlich in seine Kritik.
Als Nestroy aber am 17. Jänner 1834 für eine Benefizaufführung Marie Weilers ein neues Stück auf die Bühne brachte (Der Zauberer Sulphurelectrimagneticophosphoratus), wurde das schwache Werk vom Publikum gnadenlos ausgebuht und auch Marie Weiler kam dabei schlecht weg. Der Nestroy ohnehin nicht gewogene Theaterkritiker Franz Wiest schrieb im Sammler:
„Wir bedauern die Stellung der Dlle. Weiler, der Beneficiantin, die auch unter der Katastrophe leiden musste; denn Dlle. Weiler sang die undankbare Arie mit sichtbarem Zagen, und daher mit vielen Intonationsfehlern. Wir sind überzeugt, dass Dlle. Weiler bey jeder anderen Gelegenheit besser gesungen hätte.“
Dennoch war der gemeinsame finanzielle Erfolg dank Marie Weilers Geschick stets gegeben; aber auch als unentbehrliche Helferin beim Entziffern von Nestroys flüchtig hingeworfener Schrift, die er manchmal selbst nicht mehr enträtseln konnte, sprang sie ein. Als allerdings ihr Gefährte der jungen Schauspielerin Eleonore Condorussi immer bessere Rollen schrieb und ihr offenkundig auch persönlich sehr zugetan war, reagierte sie erstmals deutlicher. Während die Condorussi für ihre Darstellung der Sepherl in Die verhängnisvolle Faschingsnacht von der Kritik mit Lob überschüttet wurde, bekam Marie Weiler, die Benefiziantin des Abends, lediglich höflich-zurückhaltendes Lob von der Wiener Theaterzeitung:
„Auch die verdienstvolle Benefiziantin erntete als Wäscherin Nani erfreuliche Zeichen des Wohlwollens des ungemein zahlreich herbeigeströmten Publikums.“

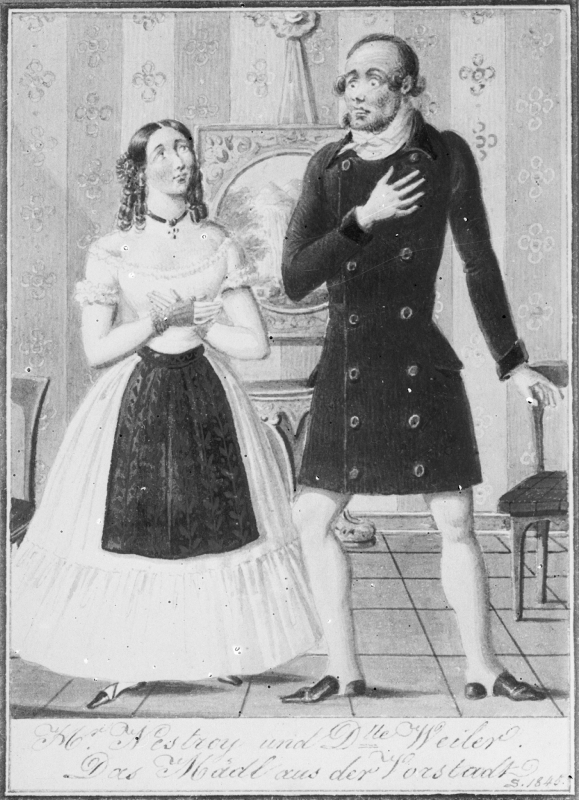
Marie Weiler und Johann Nestroy in einer Szene aus Das Mädl aus der Vorstadt. Foto eines Aquarells von Johann Christian Schöller (1782–1851)

Schon bei der Premiere von Der Talisman wurde die Rolle des „süßen Mädels“ Salome Pockerl auf Drängen von Marie Weiler nicht mehr von Fräulein Condorussi gespielt. Auch in Zukunft verhinderte sie erfolgreich, dass die mögliche Rivalin um Nestroys Gunst in seinen Stücken mit (Haupt-)Rollen auf der Bühne stand. In der Posse Das Mädl aus der Vorstadt musste sie sich allerdings keine Sorgen machen, denn die Rolle der Thekla wurde von Nestroys Nichte gespielt. Im schwierig zu singenden Duett Rosalie (Weiler)/Schnoferl (Nestroy) im 2. Akt, 12. Szene dieses Stückes konnte Marie Weiler endlich wieder einmal die Vorzüge ihrer ausgebildeten Stimme zeigen:
„Nestroy und Marie Weiler singen eine Musterkarte, ein akustisches Leporello der Vortragsarten mit (teils neu textierten) Ausschnitten aus Opern von Meyerbeer, Mozart, Donizetti, Rossini, Wenzel Müller, Joseph Weigl und aus Volks- und Harfenistenliedern.“
1841 wurde Johann Nestroy schwer krank und konnte wochenlang die Wohnung nicht verlassen. Marie Weiler pflegte den ungeduldigen und deshalb schwierigen Patienten mit aufopfernder Hingabe.
Aus dem Jahr 1844 stammt der einzige erhalten gebliebene Brief Nestroys an Marie Weiler. Aus Berlin berichtet er über einen anonymen Brief, in dem vor Nestroy gewarnt wird und dem preußischen König nahegelegt wird, Nestroy nicht auftreten zu lassen. Das Ende des Briefes lautet:
„Nun lebe wohl, mein innigstgeliebtes theures Weib, auf baldiges frohes Wiedersehen küßt Dich und die Kinder Tausendmahl/ Dein Gatte/ J. Nestroy“
Ihre Bühnenpräsenz schränkte Marie Weiler ab 1851 langsam immer mehr ein, denn sie verlor mit fortschreitendem Alter die Freude am Theaterspielen. Dafür kümmerte sie sich noch intensiver um das Familienleben und übernahm die finanzielle Organisation der Gastspielen, Tourneen und aller Gehaltsverhandlungen. Die ursprüngliche Sorge Nestroys, der von Direktor Carl neu ins Ensemble geholte Komiker Karl Treumann könne eine Konkurrenz für ihn sein, konnte sie nicht nur zerstreuen, sie sorgte sogar dafür, dass sich zwischen den beiden eine aufrichtige Freundschaft im Privaten und auf der Bühne entwickelte. Der plötzliche Tod von Direktor Carl im Jahr 1854 und die Übernahme des Carltheaters durch Nestroy brachte Marie Weiler eine Fülle neuer Aufgaben, kümmerte sie sich doch intensiv um die geschäftlichen Belange, von denen Nestroy wenig verstand und die ihn dank Marie Weilers Engagement auch nie belasteten.

## Beziehungskrisen und späte Jahre
Immer wieder war es Marie Weilers Bestreben gewesen, das einzige Problem zwischen ihr und Nestroy, nämlich seine Vorliebe für die „Mädlerien“, seine unzähligen Seitensprünge, zu ignorieren. Allerdings war sie keine stille Dulderin, sondern eine durchaus resolute Frau, die mit natürlicher Autorität dafür sorgte, dass er sich deswegen nicht in allzu teure finanzielle Abenteuer stürzen konnte.
Jedoch im Jahre 1856 kam es zu einem mehrere Monate währenden schweren Zerwürfnis. Nestroy begann eine heftige Affäre mit der sich dadurch sehr geschmeichelt fühlenden jungen Schauspielerin Karoline Köfer. Er stattete sie mit Schmuck und Garderobe aus, richtete ihr eine Wohnung ein und war auch sonst äußerst großzügig. Als sich jedoch die junge Dame Hoffnungen machte, Marie Weiler bei Nestroy ersetzen zu können, bestand diese schwer gekränkt auf dem Auszug Nestroys aus der gemeinsamen Wohnung und auf sofortiger Gütertrennung. Nestroy reiste mit seiner Tochter Maria Cäcilia nach Berlin, Hamburg und Helgoland, um dem Konflikt auszuweichen. Er bat einige Freunde wie Friedrich Kaiser und Ernst Stainhauser, sich bei Marie Weiler für ihn einzusetzen, doch diese zeigte sich vorerst unversöhnlich. Als aber Karoline Köfer versuchte, durch Intrigen – wie durch einen anonymen Brief – Marie Weiler bei Nestroy in Misskredit zu bringen, ließ dieser sie empört fallen. Er war stets bereit, sich bei einem Konflikt zwischen Gattin und Geliebter kompromisslos für Marie Weiler, von ihm immer „die Frau“ genannt, zu entscheiden.
Am 9. Dezember dieses Jahres übertrug Nestroy Marie Weiler die alleinige Administration des Carltheaters. Er konnte sich wieder mit ihr versöhnen und Marie Weiler zeigte sich in der neuen Position als ausgezeichnete Geschäftsfrau, die große finanzielle Erfolge errang.
Doch im Mai 1858 kam es zu einem neuerlichen Zerwürfnis zwischen den beiden Gefährten, weil Nestroy seine „Mädlerien“ noch immer nicht lassen konnte. Marie Weiler legte sogar die Verwaltung des Carltheaters zurück und wollte die Trennung.
Am 19. Juni 1858 schrieb Nostroy an Ernst Stainhauser über Marie Weiler:
„Sie ist jedenfalls, was unser häusliches Zerwürffnis anbelangt, mehr im Recht als ich. Ich habe ihr viel, sehr viel angetan […]“

### Bad Ischl und Graz, Tod in Wien

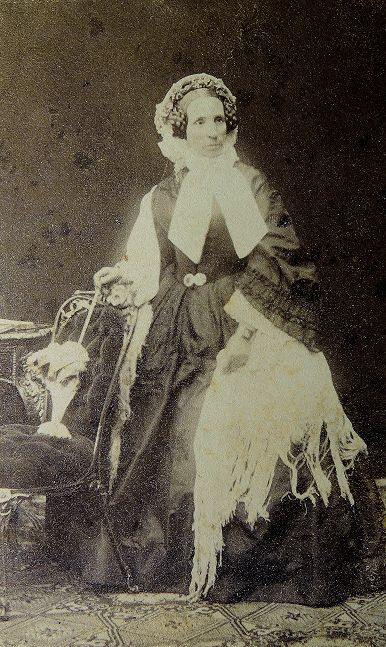
Marie Weiler 1861, Fotografie von Ludwig Angerer

Im Juli 1858 gelang eine abermalige Versöhnung. Ein Haus in Graz und eine Villa in Bad Ischl wurden als Alterssitze angekauft, besonders von der hübschen Villa war Marie Weiler begeistert und richtete sie – wie auch das Grazer Haus – nach ihrem Geschmack sorgfältig ein.
Nestroy plagten damals schon Todesgedanken, deshalb verfasste er 1861 ein Testament, in dem Marie Weiler als Alleinerbin eingesetzt wurde.
„Zur Universalerbin ernenne ich Fräulein Marie Weiler, die treue Freundin meiner Tage, welche durch aufopferndes Wirken das meiste zur Erwerbung dieses Vermögens beigetragen hat, so zwar, dass ich nicht zuviel sage, wenn ich behaupte, sie hat gegründetere Ansprüche darauf als ich selbst.“
Am 25. Mai 1862 um 11 Uhr starb Johann Nestroy in Graz an einem Schlaganfall. Sein Leichnam wurde nach Wien gebracht und am Währinger Ortsfriedhof begraben.
Marie Weiler starb in Wien am 31. Oktober 1864.

## Marie Weilers und Johann Nestroys gemeinsame Kinder
Marie Weiler und Johann Nestroy hatten drei gemeinsame Kinder, die – von Nestroy als Kinder anerkannt – unehelich zur Welt kamen. Da die Eltern oft gemeinsam auftraten, kümmerte sich ein Kindermädchen an solchen Abenden um die Kinder.
- Karl Johann Anton; * 3. Oktober 1831; † 30. Juli 1880; nach militärischer Laufbahn bereits 1863 aus dem aktiven Militärdienst entlassen; 1880, obwohl bereits schwer krank, späte Heirat mit Stefanie Maria Franziska von Bene; etwa zwei Wochen später wegen eines „organischen Herzfehlers“ gestorben.[8]
- Maria Cäcilia; * 2. April 1840; † 18. April 1873; 1857 heiratete sie den Rittmeister Karl Sluka (1827–1891); die gemeinsame Tochter Maria Karolina wurde 1861 geboren und starb schon nach zwei Wochen.[8]
- Adolph Johann; * 25. März 1842; † 14. April 1842[8].

Adolph starb bereits nach zwölf Tagen. Karl und Maria wurden 1858 durch „allerhöchste Erlaubnis“ von Kaiser Franz Joseph I. als Nachkommen Johann Nestroys legitimiert.

## Marie Weilers Rollen in Werken Nestroys (Auszug)
- Der böse Geist Lumpacivagabundus (1833), die Camilla Palpiti und alternierend mit Elise Zöllner die Laura Palpiti
- Robert der Teuxel (1833), das Fräulein Isabella Goldfisch
- Der Tritschtratsch (1833), die Putzmacherin Babett
- Der Zauberer Sulphurelectrimagneticophosphoratus (1834), die Sklavin Fatime
- Müller, Kohlenbrenner und Sesseltrager (1834), das Stubenmädchen Nanett
- Die Familien Zwirn, Knieriem und Leim (1834), die Peppi Leim
- Eine Wohnung ist zu vermiethen in der Stadt (1837), das Stubenmädchen Lisette
- Moppels Abentheuer (1837), die Sklavin Hermine
- Das Haus der Temperamente (1837), das Stubenmädchen Isabella
- Glück, Mißbrauch und Rückkehr (1838), die Brigitte Riegel
- Der Kobold (1838), die Thekla
- Die verhängnisvolle Faschingsnacht (1839), die Wäscherin Nani
- Der Erbschleicher (1840), die Everl Tost
- Der Talisman (1840), die Gärtnerin Flora Baumscheer
- Das Mädl aus der Vorstadt (1841), die Näherin Rosalie
- Die Papiere des Teufels (1842), die Müllerin Frau Körndlbach
- Das Gewürzkrämerkleeblatt (1845), die Madame Schwefel

Als Künstlerin war Marie Weiler im Vergleich zu ihrem Lebensgefährten eher weniger bedeutend, jedoch trat dieser zu jeder Zeit für sie und ihre Karriere ein und schrieb ihr auch stets (Gesangs-)Rollen in seine Stücke hinein. Die Tatsache, dass sie eine bessere Sängerin als Schauspielerin war, ließ in späteren Jahren auf den Sprechbühnen kaum mehr wichtige Rollen zu.

## Ehrengrab

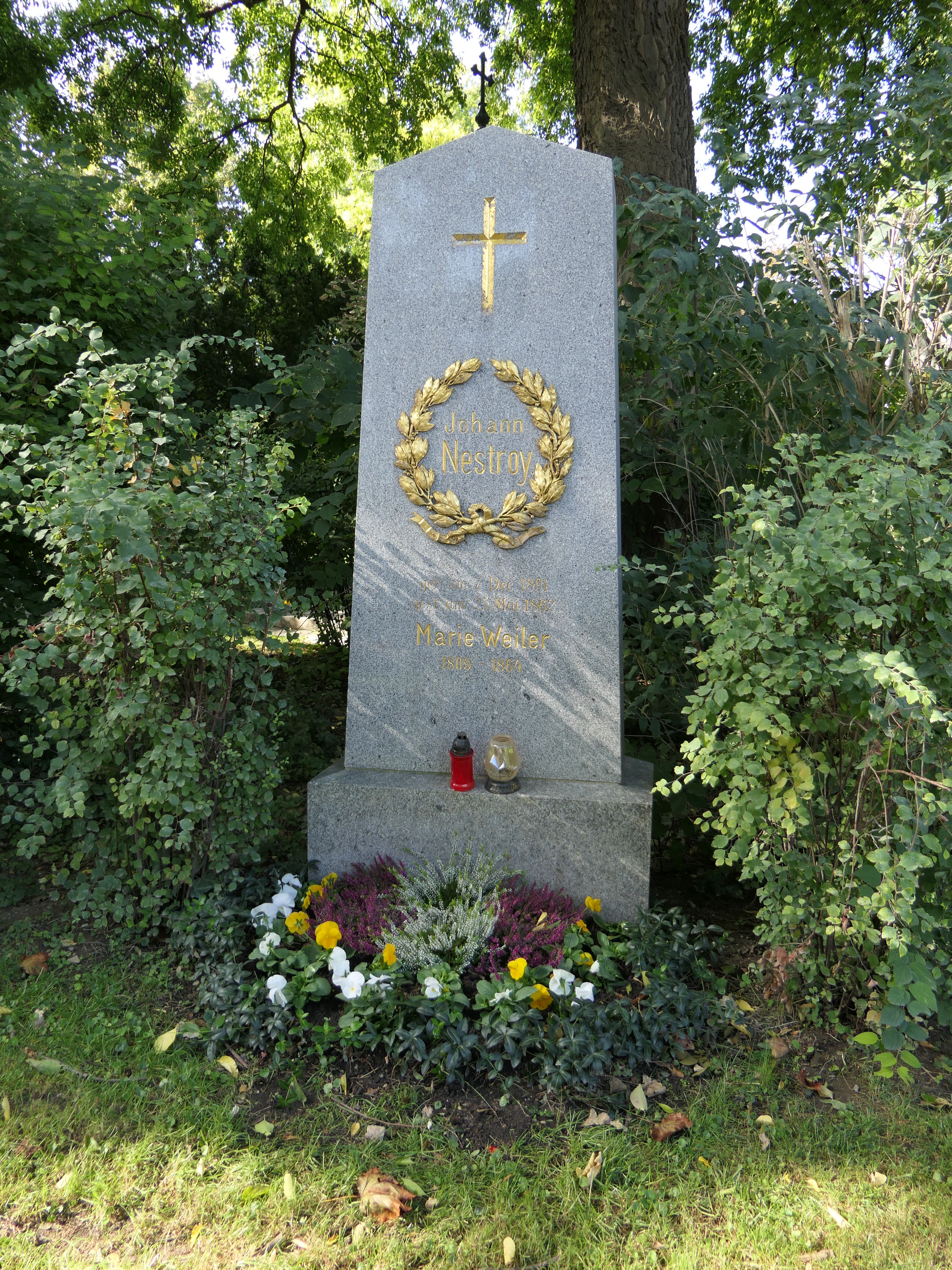
Ehrengrab Nestroys – Marie Weilers Name auf dem Grabstein

Am 22. September 1890 wurde Nestroy in ein Ehrengrab der Stadt Wien auf dem Wiener Zentralfriedhof umgebettet, allerdings mit der Einschränkung, dass Marie Weiler zwar auch mit ihm bestattet werden dürfe,
„[…] doch hat auf dem Grabdenkmale der Name Nestroy alleine zu erscheinen und wird sohin eine sich auf Marie Weiler beziehende Inschrift ausgeschlossen.“
Erst 2004 erfuhr Marie Weiler eine späte Ehrung, indem ihr Name auf dem Grabstein Nestroys nachgetragen wurde.
Der Marie-Weiler-Weg in Wien-Floridsdorf wurde 2008 nach ihr benannt.